# Calista Redmond
Calista Redmond a RISC-V Alapítvány vezérigazgatója (CEO) volt 2019-től 2024 végéig, és ez előtt is hosszú ideje technológiai vezető. Redmond 2019 márciusában csatlakozott a RISC-V Alapítványhoz.
Kinevezése előtt 12 évet töltött az IBM-nél, 2016 és 2019 között az IBM Z ökoszisztéma alelnöke volt.
Az IBM-nél végzett munkája részeként Redmond az OpenPOWER (alapítvány) igazgatója volt, és részt vett az OpenDaylight és az Open Mainframe Project munkájában is.
Redmond MBA diplomáját a Michigani Egyetem Ross Üzleti Iskoláján szerezte 2006-ban, BS diplomáját pedig a Northwestern Egyetemen 1996-ban.

## A RISC-V Alapítvány vezetése
Redmond 2019 óta aktívan irányította a RISC-V szervezet új kezdeményezéseit, beleértve a fejlesztői konferenciákat, a nagyobb tech cégekkel és chiptervezőkkel kötött partneri kapcsolatokat és a nyílt forráskódú oktatási és tájékoztatási tevékenységeket.
Ezek között a kezdeményezések között van Redmondnak azon munkája, hogy létrehozza a RISC-V és az European Processor Initiative (EPI) program közötti együttműködést, melyben különböző chipkutató csoportok vesznek részt szerte a világon.
2020 decemberében Redmond volt a RISC-V éves csúcstalálkozójának házigazdája, a Western Digital, a Seagate Technology, a Huawei, és a ZTE (vállalat) partnereként.
Redmond a RISC-V architektúrát az ARM alternatívájaként igyekezett előtérbe állítani, az ARM Nvidia által tervezett (meghiúsult) felvásárlása előtt és utána is.
2019-ben Redmond a RISC-V Alapítvány székhelyét is áthelyezte Delaware-ből Svájcba az architektúra gazdasági és politikai semlegességének előmozdítása érdekében, miután amerikai politikusok aggodalmukat fejezték ki a RISC-V kínai technológiai vállalatok általi felhasználása miatt.
2024 decemberében több mint 5 évi vezetés után lemondott a RISC-V International vezérigazgatói posztjáról.

## Fordítás
Ez a szócikk részben vagy egészben  a   Calista Redmond című angol Wikipédia-szócikk ezen változatának fordításán alapul.  Az eredeti cikk szerkesztőit annak laptörténete sorolja fel. Ez a jelzés csupán a megfogalmazás eredetét és a szerzői jogokat jelzi, nem szolgál a cikkben szereplő információk forrásmegjelöléseként.